# Brandon McDonald
Brandon McDonald (Glendale, Arizona, Estados Unidos, 16 de enero de 1986) es un futbolista internacional de guam, nacido en Estados Unidos y con origen afroestadounidense. Juega de posición de defensor. Actualmente juega en Penang FA de la Premier League de Malasia.

## Selección
Ha sido internacional con la Selección de Guam en 10 ocasiones anotando 1 gol.

## Clubes
| Club                 | País           | Año           |
| -------------------- | -------------- | ------------- |
| San Francisco Seals  | Estados Unidos | 2006          |
| San Jose Frogs       | Estados Unidos | 2007          |
| Los Angeles Galaxy   | Estados Unidos | 2008          |
| San Jose Earthquakes | Estados Unidos | 2009-2011     |
| D.C. United          | Estados Unidos | 2011-2013     |
| Real Salt Lake       | Estados Unidos | 2013          |
| Ljungskile SK        | Suecia         | 2014          |
| Chainat Hornbill FC  | Tailandia      | 2015-2016     |
| Rovers FC            | Guam           | 2017          |
| Penang FA            | Malasia        | 2018-presente |